# Майнцьке курфюрство
Ма́йнцьке курфю́рство (лат. Electoratus Moguntinus; нім. Kurfürstentum Mainz, Kurmainz), також Майнцьке архієпископство та Майнцький електорат — у 780–1803 роках курфюрство-архієпископія у складі Священної Римської імперії, зі столицею в німецькому місті Майнц. Очолювалося духовним князем — католицьким архієпископом Майнцьким, що займав посаду курфюрста. Він мав титул примаса і архіканцлера Німеччини, був першим серед інших канцлерів та курфюрстів. Курфюрство було одним із трьох духовних курфюрств імперії поряд із Кельнським і Трірським курфюрствами.

## Курфюрсти
- Архієпископ Майнца